# Richard Howland
Richard C. Howland (New York, 11 april 1934) is een Amerikaans diplomaat. Hij was van 1987 tot 1990 ambassadeur in Suriname.

## Biografie
Richard Howland diende van 1954 tot 1956 in het Amerikaanse leger en studeerde daarna aan de George Washington-universiteit, waar hij in 1960 slaagde voor zijn bachelorgraad. In hetzelfde jaar trad hij in dienst van het ministerie van Buitenlandse Zaken. Tijdens zijn carrière slaagde hij voor een studie aan de Yale-universiteit.
Op het ministerie werkte hij de eerste jaren in eigen land en werd hij vanaf 1971 uitgezonden naar diplomatieke posten in Vientiane (Laos) en Surabaya en Jakarta (Indonesië), en was hij landdirecteur voor Thailand.
Hij werd op 6 november 1987 benoemd tot ambassadeur in Suriname en overhandigde zijn geloofsbrieven op 9 december van dat jaar. Hij bleef aan in deze functie tot 16 mei 1990.